# 加勒比地区历史
加勒比海地区的历史展示了这一地区自15世纪欧洲殖民以来所扮演的重要角色。
直至今日，加勒比海地区在战略和经历中仍然扮演着重要角色。1492年，克里斯托弗·哥伦布在此登陆，宣称了西班牙在此处的权益。次年，西班牙在此建立了第一个定居点。尽管在西班牙征服阿兹特克帝国和印加帝国后，墨西哥和秘鲁便成为了西班牙人定居和探索的更优选择，但加勒比地区仍然保持着其战略重要性。
自16世纪20年代和30年代开始，隨西班牙以外，一些冒險家，商人和定居者也在加勒比群岛建立了一些被西班牙忽视的殖民地和交易站点。這些殖民地遍布加勒比地区，从西北部的巴哈马群岛到东南方向的多巴哥岛。在此期间，來自英国和法国的海盗也开始在托尔图加岛，伊斯帕尼奥拉岛北部和西部海岸和牙买加定居。在1898年西班牙-美国战争过后，古巴和波多黎各群岛不再是西班牙帝国“新世界”中的一部分。
20世纪，加勒比地区在第二次世界大战，战后去殖民化浪潮和古巴导弹危机中又变得重要起来。本地人口的劳动开发和人口崩溃，被迫移民的非裔奴隶，欧洲人，中国人，南亚人和其他地区人口的涌入，以及16世纪以来列强在此地的竞争，共同给这个地区的历史带来了不与其面积成正比的影响。许多岛屿从殖民帝国中独立了出来，也有一些岛屿至今仍然与一些强国保持着政治联系。早期将加勒比地区整合进大西洋世界和世界经济体系的经济结构，仍然影响着如今的加勒比地区。

### 欧洲人造訪之前
在1492年歐洲人造訪时，加勒比群岛有着人口稠密的土著人族群。最近的学术研究调查了群岛上全部时期的人口的起源与演变。在当前地质时代的始端——全新世时代，南美洲的北部被一些小型狩猎者，渔民和采集者所占领。这些群体偶尔居住在半永久营地中，多数时游荡以在多个栖息地间采集植物和动物资源。考古学证据表明，特立尼达是加勒比地区第一个被定居的岛屿，早至公元前9000到8000年。然而，第一批定居者可能是通过当时仍然与南美大陆连接的陆桥而抵达。